# Фелипе Жонатан
Фели́пе Жо́натан Ро́ша Андра́де, более известный как просто Фели́пе Жо́натан (порт. Felipe Jonathan Rocha Andrade; род. 15 февраля 1998 года, Форталеза) — бразильский футболист, левый фланговый защитник (латераль) «Сантоса».

## Биография
Фелипе Жонатан начинал заниматься футболом в школе «Форталезы». В 2013 году 15-летний Фелипе покинул этот клуб в поисках лучших условий в «Баии», но через два года вернулся в родной город, где присоединился к академии «Сеары». Он оказался единственным игроком в своей возрастной группе, кому в итоге удалось пробиться в основной состав «Сеары». Это случилось 31 января 2018 года в матче чемпионата штата Сеара против «Атлетико Сеаренсе» (победа 2:0).
В бразильской Серии A Фелипе Жонатан дебютировал в том же году — 5 сентября «Сеара» дома со счётом 2:1 обыграла «Коринтианс». В октябре защитник продлил контракт с «Сеарой» до 2022 года.
1 марта 2019 года Фелипе Жонатан подписал 5-летний контракт с «Сантосом». Защитник довольно быстро влился в основной состав «рыб», которые по итогам 2019 года заняли второе место в «Бразилейране». Ещё более уверенно он провёл сезон 2020 года, став одним из незаменимых игроков основы своей команды. Он провёл все 13 матчей «Сантоса» в розыгрыше Кубка Либертадорес 2020, где в финале «рыбы» проиграли «Палмейрасу». Фелипе Жонатан выделяется своей дисциплиной как на поле, так и за его пределами — по состоянию на конец января 2021 года левый защитник остался лишь одним из двух игроков «Сантоса», которым удалось избежать заражения COVID-19.

## Титулы и достижения
- Чемпион штата Сеара (1): 2018
- Вице-чемпион Бразилии (1): 2019
- Финалист Кубка Либертадорес (1): 2020